# Avala (kula u Zadvarju)
Avala je fortifikacijski objekt u Hrvatskoj.

## Povijest
Još u prapovijesti kraj mjesta ove kule trasirana je vrlo važna prometnica kojom se ide iz podbiokovskog promorja ka Zagori. Trasa je obnovljena i u starom i ranom srednjem vijeku. Radi nadzora i osiguranja te prometnice podignuta je u srednjem vijeku ovdje Zadvarska tvrđava Duare (Dveri). Oko 1500. godine Osmanlije su ju zauzele i dodatno utvrdili izgradnjom još dviju kula istočno od tvrđave, kula Avale i Poletnice. 1669. godine u ožujku podno istočne kule Poletnice zadvarski dizdar (zapovjednik tvrđave) Asan-aga Arapović, suprug poznate Asanaginice poginuo je u borbi s Makaranima. Konačno je oslobođena od osmanske vlasti 1684. godine. Daljnjim tjeranjem Osmanlija na uzmak tvrđava je postupno gubila na važnosti.